# Pauropsylla reticulata
Pauropsylla reticulata är en insektsart som beskrevs av Mathur 1975. Pauropsylla reticulata ingår i släktet Pauropsylla och familjen spetsbladloppor. Inga underarter finns listade i Catalogue of Life.